# Голден Гартлайн
Голден Кеффер Гартлайн (англ. Haldan Keffer Hartline; нар. 22 грудня 1903, Блумсберг — †17 березня 1983, Фоллстон) — американський фізіолог і нейробіолог, лауреат Нобелівської премії з фізіології або медицини у 1967 році (спільно з Рагнаром Гранітом і Джорджем Волдом) «за відкриття, пов'язані з первинними фізіологічними і хімічними зоровими процесами, що відбуваються в оці». Серед його численних нагород – медаль Говарда Кросбі Воррена, Американського товариства психологів-експериментаторів (1948), премія Майкельсона Технологічного інституту (1964). Був удостоєний почесних ступенів Лафайет коледжу, Університету Пенсильванії, Рокфеллерівського університету, Фрейбурзького університету і Університету Джонса Гопкінса. Гартлайн був членом Національної академії наук, Американської асоціації сприяння розвитку наук, Американського фізіологічного товариства, Американського філософського товариства та Американської академії наук і мистецтв.

## Життєпис
Голден Кеффер Гартлайн народився у Блумсбург, штат Пенсильванія, в сім'ї Даніела і Гаррієт Гартлайн. Його батько, професор біології державної середньої школи, прищепив йому інтерес до природничих наук.
У 1949 році Гартлайн стає керівником відділу біофізики в Університеті Джона Гопкінса. Досліди Гартлайна довели, що зорова інформація, перш ніж потрапити до головного мозку, попередньо обробляється на сітківці. На початку 50-х років йому вдалося удосконалити електричні методи реєстрації відповідних реакцій на світло окремих зорових рецепторів.
Основна частина електрофізіологічних досліджень сітківки була виконана ним разом з Ретліфом у Рокфеллерівському університеті, де Гартлайн від 1963 року до відходу у відставку 1974 року, був професором. Три сини Гартлайна стали ученими-біологами. Помер Гартлайн від серцевого нападу 17 березня 1983 року.